# CSO Voluntari
CSO Voluntari este un club polisportiv din Voluntari, județul Ilfov, Muntenia, România. Clubul are în prezent 13 departamente active, de la baschet la sporturi de contact precum kickboxing și chiar sport de dans. Începând cu 2021, clubul are peste 1000 de copii activi în departamentele sale.

## Istorie
A fost înființat la inițiativa biroului primarului din Voluntari. În martie 2021, clubul a câștigat Cupa României la baschet, și a jucat Semifinala Liga Națională 2020–21. În sezonul 2021–22, Voluntari a intrat în tururile de calificare ale FIBA Europe Cup, marcând debutul clubului în competițiile europene.

## Departamente
Secții active:
- Atletism
- Badminton
- Baschet
- Box
- Dans sportiv
- Hochei pe iarbă
- Handbal
- Karate Goju-Ryu
- Karate Shotokan
- Kickboxing
- Înot sportiv
- Tenis de masă
- Volei

## Infrastructura sportivă
Meciurile de volei și baschet au loc în Sala Polivalentă Gabriela Szabo care are o capacitate de 1.174 de locuri.